# Bisdom Santander
Het bisdom Santander (Latijn: Dioecesis Santanderiensis) is een rooms-katholiek bisdom met als zetel Santander, hoofdstad van de autonome regio en provincie Cantabrië, in Spanje. Het bisdom is suffragaan aan het aartsbisdom Oviedo.

## Geschiedenis
Het bisdom werd opgericht op 12 december 1754, uit delen van het aartsbisdom Burgos. Op 27 oktober 1954 werd het suffragaan aan het tot aartsbisdom verheven Oviedo. 

## Parochies
Het bisdom had in 2020 een oppervlakte van 5.527 km2 en telde 584.737 inwoners waarvan 94,6% rooms-katholiek was.

## Speciale gebouwen
- Catedral Basílica de Santa María y Santos Mártires Emeterio y Celedonio, Santander (kathedraal, basiliek)
- Colegiata de Santa Juliana, Santillana del Mar (werelderfgoed als onderdeel van de Pelgrimsroute naar Santiago de Compostella)
- Iglesia de Santa María de la Asuncion, Castro Urdiales (werelderfgoed als onderdeel van de Pelgrimsroute naar Santiago de Compostella)
- Monasterio de Santo Toribio de Liébana, Camaleño (werelderfgoed als onderdeel van de Pelgrimsroute naar Santiago de Compostella)

## Bisschoppen
- Francisco Javier Arriaza (24 september 1755 - 18 oktober 1761)
- Francisco Laso Santos de San Pedro (29 maart 1762 - 14 maart 1783)
- Rafael Tomás Menéndez Luarca y Queipo de Llano (25 juni 1784 - 20 juni 1819)
- Juan Nepomuceno Gómez Durán (21 februari 1820 - 27 juli 1829)
- Felipe González Abarca (28 september 1829 - 12 maart 1842)
- Manuel Ramón Arias Teijeiro de Castro (17 januari 1848 - 20 juli 1859 )
- José López y Crespo (26 september 1859 - 21 maart 1875)
- Vicente Calvo y Valero (5 juli  1875 - 27 maart 1884)
- Vicente Santiago Sánchez de Castro (27 maart 1884 - 19 september 1920)
- Juan Plaza y García (16 december 1920 - 10 juli 1927)
- José María Eguino y Trecu (2 oktober 1928 - 7 mei 1961)
- Eugenio Beitia Aldazabal (27 januari 1962  - 23 januari 1965)
- Vincente Puchol Montis (2 juli 1965 - 8 mei 1967)
- José María Cirarda Lachiondo (22 juli 1968 - 3 december 1971)
- Juan Antonio del Val Gallo (3 december 1971 - 23 augustus 1991)
- José Vilaplana Blasco (23 augustus 1991 - 17 juli 2006)
- Vicente Jiménez Zamora (27 juli 2007 - 12 december 2014)
- Manuel Sánchez Monge (6 mei 2015 - heden)

Oviedo (aartsbisdom) · Astorga · León · Santander